# Vesa Hakala
Vesa Hakala (* 5. Dezember 1968 in Harjavalta) ist ein ehemaliger finnischer Skispringer.

## Werdegang
Hakala, der Anfang 1988 in den finnischen Nationalkader aufgenommen wurde, sprang am 6. März 1988 erstmals in Lahti im Skisprung-Weltcup. Er beendete das Springen auf dem 11. Platz. Er wurde daher für die folgende Saison ebenfalls in den Kader nominiert und startete am 30. Dezember 1988 in Oberstdorf zur Vierschanzentournee. Nach einem 36. Platz in Oberstdorf und einem 17. Platz in Garmisch-Partenkirchen sowie einem 22. Platz in Innsbruck, stürzte er im ersten Sprung in Bischofshofen und wurde am Ende nur 90. und damit Letzter. Es war sein letztes Springen in der Weltcup-Saison 1988/89. 
Am 16. Dezember 1989 sprang er auf der Normalschanze im japanischen Sapporo erstmals wieder im Weltcup. Die Ergebnisse der Saison 1989/90 waren jedoch eher mittelmäßig und er konnte in der gesamten Saison lediglich zwei Weltcup-Punkte erreichen und stand am Ende auf Platz 52 der Gesamtwertung. Die folgende Saison 1990/91 verlief dagegen erfolgreicher. Beim zweiten Springen der Saison konnte er am 16. Dezember 1990 in Sapporo mit dem 3. Platz die einzige Podestplatzierung seiner Karriere erreichen. Am Ende der Saison konnte Hakala mit Platz 9 in der Gesamtwertung der Vierschanzentournee und einem 24. Platz in der Weltcup-Gesamtwertung erstmals ins vordere Weltcup-Feld springen. 
Bei der Nordischen Skiweltmeisterschaft 1991 im Val di Fiemme konnte er im Springen auf der Normalschanze den 14. Platz erreichen und gewann im Teamspringen gemeinsam mit Ari-Pekka Nikkola, Raimo Ylipulli und Risto Laakkonen die Silbermedaille hinter Österreich. In der Saison 1991/92 konnte er nicht an die Erfolge der Vorsaison anknüpfen und landete meist nur in den Top 20. 
Erst in der Saison 1992/93 stellte sich der Erfolg wieder ein. So erreichte er mehrfach Top-10-Platzierungen. In der Gesamtwertung der Vierschanzentournee 1992/93 wurde er Fünfter und im Gesamtweltcup stand er am Ende auf dem 15. Platz. Es war somit die erfolgreichste Saison seiner Karriere. Bei den Nordischen Skiweltmeisterschaften 1993 im schwedischen Falun erreichte er im Springen von der Normalschanze den 12., von der Großschanze den 17. und mit dem Team gemeinsam mit Janne Ahonen, Risto Jussilainen und Toni Nieminen den 6. Platz. In der Saison 1993/94 startete er nur noch in drei Weltcup-Springen, in denen er mit Platz 7 auf der Großschanze in Sapporo noch einmal eine Top-10-Platzierung erreichen konnte. 1995 sprang er noch zwei Weltcups in seiner Heimat Lahti und beendete nach dem Springen am 29. Januar 1995 seine aktive Springerkarriere mit einem 23. Platz.